# Ami elől nincs menekvés
Az Ami elől nincs menekvés a Flash – A villám című televíziós sorozat harmadik része, melyet a CW nevű amerikai csatorna sugárzott elsőként 2014-ben.

## Szereplők
| Karakter             | Színész            | Szinkron         |
| -------------------- | ------------------ | ---------------- |
| Barry Allen/Flash    | Grant Gustin       | Szabó Máté       |
| Iris West            | Candice Patton     | Szilágyi Csenge  |
| Dr. Caitlin Snow     | Danielle Panabaker | Ruttkay Laura    |
| Cisco Ramon          | Carlos Valdes      | Czető Roland     |
| Eddie Thawne         | Rick Cosnett       | Szatory Dávid    |
| Dr. Harrison Wells   | Tom Cavanagh       | Debreczeny Csaba |
| Joe West             | Jesse L. Martin    | Schneider Zoltán |
| David Singh kapitány | Patrick Sabongui   | Rajkai Zoltán    |
| Henry Allen          | John Wesley Shipp  | Rosta Sándor     |
| Kyle Nimbus/A köd    | Anthony Carrigan   |                  |
| Ronnie Raymond       | Robbie Amell       | Márkus Sándor    |

## Megjelenése

### Sugárzás
A "Ami elől nincs menekvés" Az Amerikai Egyesült Államokban a The CW csatornáján került adásba 2014. október 21-én. Az amerikaival közösen Kanadában is ekkor jelent meg a CTV kínálatában.

### Otthoni média
A Flash első évadjának többi részével közösen ez is 2015. szeptember 2-án jelent meg Blu-ray discen és DVD-n. Bónuszként rákerültek a kulisszák mögött zajlott események is, kommentárok, kimaradt részek, valamint egy bakigyűjtemény is. 2015. október 6-tól a részt meg lehet nézni a Netflixen is.

## Fogadtatás

### Értékelés
A részt 3,59 millió néző tekintette meg, ami a 18—49 éves korcsoportban 1,5-es értékelésnek felel meg. Az első részhez képest ez 16%-os visszaesdést jelentett, ami 1,7-es értékelést kapott, és amelyet 4,27 millió  néző tekintett meg. A Flash lett a nap legnézettebb műsora a The CW csatornáján, ezzel megelőzte az Odaát napi nézettségét is. Ezen kívül ez lett a hét legnézettebb műsora, amivel A zöld íjászt is megelőzte.

### Kritikai értékelése
Az "Ami elől nincs menekvés" pozitív visszhangot kapott a kritikusoknál. Jesse Schedeen az IGN-nél a résznek „nagyszerű”, 8,3 pontot kapott, és ezt írta az összefoglalójában, az "'Ami elől nincs menekvés' megmutatta, hogy a sorozat abból is szépen megél, hogyha legalább annyira fókuszálnak a mellékszereplőkre, mint Barry Allenre. A bőséges visszatekintéseknek hála jobban megértjük, mi irányítja Caitlint, Ciscót, vagy Dr. Wells-et, valamint láttuk Ronnie Raymondot debütálni. Jó lenne, ha ennyire középpontba kerülnének a gazemberek, de reméljük, ez csak idő kérdése.” 
A The A.V. Clubnál dolgozó Scott Von Doviak az epizódnak "B-" minősítést adott, és ezt írta: „A Flash már a harmadik résznél tart, és még mindig a legszerethetőbb szuperhősös sorozat a televízióban, de mindent megtesz azért, hogy a legformálisabb is legyen egyben. Még korai kijelenteni, hogy a sorozat bennragadt és vannak előremutató jelek is, de a rész kontúrjai arra utalnak, hogy olyasmit rejtenek, amit már láttunk. A DC Comics rejtekhelyeiről sikerült előrántani egy újabb szörnyet. Barry ismét buzdítást kap, mikor úgy érzi, a szuperhősség túl sok neki. Dr. Wells kétértelműen futurisztikus és ellenséges.”
Chancellor Agard az Entertainment Weeklynél ezt írta: „A szuperhősös filmek és sorozatok sikere azon áll vagy bukik, hogy mennyire jók a mellékszereplők. Mivel ezek a sorozatok az élethűnél nagyobb léptékűek, fontos, hogy a mellékszereplők fejlődése is léggé kidolgozott legyen, A  Smallvillenél ilyen volt Lex, Chloe, Lois, és Clark szülei, A zöld íjásznál pedig Felicity és Diggle. A Flashnél a legnagyobb probléma — amiből eddig csak három részt vetítettek le  -- az volt, mennyire nem lehet emlékezni a Barryt körülvevő szereplőkre. Ebből a szempontból Joe West detektív és Dr. Harrison Wells kivételek. Az 'Ami elől nincs menekvés' tesz néhány lépést az ügy megoldása érdekében, és előre jelzi, milyenek lesznek a Flash kevésbé felkapott epizódjai.
Alan Sepinwall így írt a HitFixnél:  "Ezzel a három résszel –mely kétségkívül még kis minta – azt mondanám, a Flash erősségei sokkal inkább a szórakoztatás, semmint a szorongáskeltés irányában keresendők. Azonban látok olyan jeleket is, melyek alapján a sorozat pehelysúlyú lesz, és nem könnyed. Plusz a sorozatnak sok drámai színésze van, akikkel együtt tud dolgozni,” 